# Lucius Petronius Sabinus (Primus pilus)
Lucius Petronius Sabinus (vollständige Namensform Lucius Petronius Luci filius Pupinia Sabinus) war ein im 2. Jahrhundert n. Chr. lebender Angehöriger der römischen Armee, der in den römischen Ritterstand (Eques) aufstieg. Durch zwei Inschriften ist seine Laufbahn bekannt.

## Laufbahn
Der erste Teil der Laufbahn ist durch eine Inschrift bekannt, die in Urvinum Mataurense gefunden wurde. Sabinus begann als einfacher Soldat in der Prätorianergarde, in der er bis zum Cornicularius des Praefectus praetorio aufstieg. Im Anschluss wurde er zum Centurio befördert und diente zuerst in der Legio X Fretensis, die ihr Hauptlager in Jerusalem in der Provinz Syria Palaestina hatte und danach in der Legio IIII Flavia, die ihr Hauptlager in Singidunum in Moesia superior hatte. Er nahm an einem Markomannenkrieg von Mark Aurel (161–180) teil und erhielt für seine Leistungen bei zwei Gelegenheiten jeweils die folgenden militärischen Auszeichnungen (donis donato ab Imperatore Marco Antonino in bello Germanico bis): eine Hasta pura, eine Corona vallaris und eine Corona muralis. Danach wurde er zum Primus pilus in der Legio III Cyrenaica befördert, die ihr Hauptlager in Bostra in Arabia hatte.
Im Anschluss wurde Sabinus curator statorum in Rom. Danach war er vermutlich nacheinander Kommandeur (Tribunus) einer Cohors vigilum, einer Cohors urbana und einer Cohors praetoria in Rom. Durch eine zweite Inschrift, die in Ancona gefunden wurde, ist seine restliche Laufbahn bekannt. Er wurde zunächst ein weiteres Mal Primus pilus. Danach war er als Procurator für die Verwaltung von Erbschaften (stationis hereditatium) zuständig und wurde in der Folge mit der Finanzverwaltung der Provinz Narbonensis betraut.
Sabinus war in der Tribus Pupinia eingeschrieben und stammte aus Forum Brentanorum. Er hatte eine Tochter namens Petronia Sabina; die zweite Inschrift wurde ihr zu Ehren durch den Stadtrat errichtet. Aus dieser Inschrift geht auch hervor, dass Sabinus Patron in Ancona war; er dürfte sich daher nach dem Ende seiner Karriere dort niedergelassen haben. Durch eine weitere Inschrift ist belegt, dass er für Lucius Apuleius Alexander einen Grabstein errichtete; Alexander war sein Freigelassener und Schüler und starb im Alter von sieben Jahren.

## Datierung
Bei der Epigraphik-Datenbank Clauss-Slaby wird die erste Inschrift auf 176/180 und die zweite Inschrift auf 171/200 datiert. James Robert Summerly datiert die Dienstzeit von Sabinus als Centurio der Legio IIII Flavia Felix in einen Zeitraum zwischen 170 und 190. Hans-Georg Pflaum, Brian Dobson und James Robert Summerly datieren den Krieg, in dem Sabinus seine militärischen Auszeichnungen erhielt, in einen Zeitraum zwischen 169 und 175. Laut Hans-Georg Pflaum und Brian Dobson handelt es sich bei den beiden Kaisern (procurator Auggustorum), in deren gemeinsamen Regierungszeit Sabinus seine letzten beiden Ämter ausübte, um Mark Aurel und Commodus (176 und 180).